# تاریخ سبزوار
کتاب تاریخ سبزوار یا تاریخ و مشاهیر اسفراین، بیهق، جوین و سبزوار یکی از کتب تاریخ سیاسی و شرح حال مشاهیر شهر سبزوار می‌باشد. این کتاب تاریخ و جغرافیای سیاسی این منطقه را از زمان آمدن یزدگرد سوم آخرین پادشاه ساسانی به بیهق تا سال ۱۳۵۰ شمسی با نظم علمی و مستند به ترتیب سنوی ارائه می‌دهد
اصل این کتاب به دستخط سید علینقی امین، به رشتهٔ تحریر درآمده‌است. چاپ جدید این کتاب با مقدمه و تعلیقات فرزند ایشان سید حسن امین برای علاقه‌مندان به تاریخ سبزوار در سال ۱۳۸۲ به روش جدید چاپ گردیده‌است.

## موضوع کتاب
موضوع کتاب کشف رخدادهای گذشته در طول هزار و چهارصد ساله اخیر در مورد تاریخ سیاسی و شرح حال مشاهیر از شهر تاریخی بیهق قدیم و سبزوار کنونی است. این کتاب ابتدا دربارهٔ سبزوار شناسی به سلسله مراتب تاریخی می‌پردازد و در دو بخش تدوین شده است.
- تاریخ سیاسی سبزوار از سقوط ساسانیان تا بین سال‌های ۱۳۴۵ تا ۱۳۵۰ شمسی
- احوال و آثار بزرگان برخاسته از سبزوار یا مدفون در سبزوار[۲]

## بخش‌های کتاب
- کلیات در سبزوار شناسی
- مساجد معروف سبزوار
- مدرسه علوم دینی سبزوار
- زیارتگاه‌ها و بزرگان مدفون در سبزوار
- تاریخ سبزوار بعد از اسلام: از سقوط ساسانیان تا اواسط پهلوی‌ها
- رجال و بزرگان سبزوار از قرن اول تا قرن چهاردهم هجری
- مشاهیر سبزوار که در تاریخ تألیف زنده بوده‌اند.
- گویش محلی سبزوار